# Raquel Rastenni

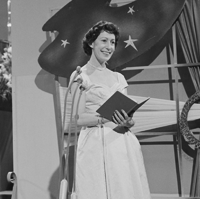
Raquel Rastenni tijdens het Eurovisiesongfestival 1958

Raquel Rastenni (Kopenhagen, 21 augustus 1915 - Skodsborg, 20 augustus 1998) was een populaire Deense zangeres.
Haar geboortenaam was Anna Rachel Rastén en ze groeide in Kopenhagen op, rond de eeuwwisseling emigreerden haar ouders van Rusland naar Denemarken. 
In 1936 begon ze haar carrière als revuedanseres en twee jaar later als zangeres. 
Omdat ze Joodse was moest ze het nazibezette Denemarken ontvluchten tijdens de oorlog en ging ze naar Zweden waar ze succes had. 
In 1945 keerde ze terug naar Denemarken en werd ze de belangrijkste balladezangeres van het land. Ze was de eerste artiest die een gouden plaat kreeg. Ze nam ook veel liedjes in het Zweeds, Jiddisch en Hebreeuws op. 
In 1958 deed ze mee aan de Dansk Melodi Grand Prix die ze won en dus mocht ze Denemarken vertegenwoordigen bij op het Eurovisiesongfestival, met Jeg rev et blad ud af min Dagbog werd ze achtste op 10 deelnemers. 
In 1961 deed ze nog een keer mee aan de Dansk Melodi Grand Prix ze werd toen 5de met 0 punten. 
Ze nam nog een keer deel aan de Dansk Melodi Grand Prix maar kon die niet meer winnen. 
In de jaren 80 nam ze afscheid van het publieke leven.
1957: Birthe Wilke & Gustav Winckler · 
1958: Raquel Rastenni · 
1959: Birthe Wilke · 
1960: Katy Bødtger · 
1961: Dario Campeotto · 
1962: Ellen Winther · 
1963: Grethe & Jørgen Ingmann · 
1964: Bjørn Tidmand · 
1965: Birgit Brüel · 
1966: Ulla Pia · 
1978: Mabel · 
1979: Tommy Seebach · 
1980: Bamses Venner · 
1981: Tommy Seebach & Debbie Cameron · 
1982: Brixx · 
1983: Gry Johansen · 
1984: Hot Eyes · 
1985: Hot Eyes · 
1986: Trax · 
1987: Anne Cathrine Herdorf & Bandjo · 
1988: Hot Eyes · 
1989: Birthe Kjær · 
1990: Lonnie Devantier · 
1991: Anders Frandsen · 
1992: Lotte Nilsson & Kenny Lübcke · 
1993: Tommy Seebach Band · 
1995: Aud Wilken · 
1997: Kølig Kaj · 
1999: Michael Teschl & Trine Jepsen · 
2000: Olsen Brothers · 
2001: Rollo & King · 
2002: Malene · 
2004: Tomas Thordarson · 
2005: Jakob Sveistrup · 
2006: Sidsel Ben Semmane · 
2007: DQ · 
2008: Simon Mathew · 
2009: Niels Brinck · 
2010: Chanée & N'evergreen · 
2011: A Friend in London · 
2012: Soluna Samay · 
2013: Emmelie de Forest · 
2014: Basim · 
2015: Anti Social Media · 
2016: Lighthouse X · 
2017: Anja Nissen · 
2018: Rasmussen · 
2019: Leonora · 
2021: Fyr & Flamme · 
2022: REDDI · 
2023: Reiley · 
2024: Saba · 
2025: Sissal